# Tista
Tista är en älv i Østfold fylke i sydöstra Norge. Den rinner genom Tistedalen. Tidigare var den gränsflod mellan de tidigare kommunerna Berg och Idd, även om själva älven låg i Haldens kommun som hade några meter mark på var sida om älven. Tista utgör den nedersta delen av det 149 kilometer långa vattendraget och sjösystemet Haldenvassdraget, som rinner genom östra Østfold. Den fyra kilometer långa älven börjar i Femsjøen och passerar Halden, där den mynnar i Idefjorden (Skagerrak). Älven kallas också Tistedalselva eller Tistakanalen. 